# フネドアラ県
| 県章 フネドアラ県の位置 |                     |
| 地域                    | 西部地域            |
| 歴史的な地域            | トランシルヴァニア  |
| 県都                    | デヴァ              |
| 面積                    | 7,063km²            |
| 人口                    | 361,657人（2021年） |
| 人口密度                | 51人/km²            |
| ISO 3166-2              | RO-HD               |

フネドアラ県（フネドアラけん、Judeţul Hunedoara）は、ルーマニアのトランシルヴァニア地方の県。県都はデヴァ。
人口は361,657人（2021年国勢調査）。民族構成はルーマニア人が300,972人、マジャル人が9,180人、ロマ人が5,449人など。

## 地理
東はアルバ県とヴルチャ県、西はアラド県、ティミシュ県、カラシュ＝セヴェリン県、南はゴルジュ県に接する。
山地が多く、中央を東から西へムレシュ川が横切っている。北はアプセニ山地、南はトランシルヴァニアアルプス山脈に属する山地からなる。ムレシュ川による谷のほかに、アプセニ山地にはクリシュル・アルブ川による谷もある。南にはジウ川に沿った谷があり、オルテニア地方に通ずる道となっている。

## 経済
フネドアラ県の産業は、この地域の鉱業と結びついている。山地では古代から金属や石炭を産出した。現在ではミッタル・スチールが保有する工業団地がある。1990年代に多くの鉱山が閉山したため、フネドアラ県の失業率はルーマニア平均の5.5%に比べて9.6%と、もっとも高いものになっている。

## 観光
- サルミゼゲトゥサの遺跡 - デヴァ市近郊。古代ローマ時代にダキア人が拠点を置いた場所であり、一帯は「オラシュチエ山脈のダキア人の要塞群」としてユネスコの世界遺産に登録されている。
- フネドアラ市
  - フニャディ家の城 - 14世紀創建、15世紀に改築。ハンガリー王マーチャーシュ1世により、ヴラド・ツェペシュ（ヴラド3世）が幽閉されていた城。

## 行政区画
県は7つの都市、7つの町、55の基礎自治体からなる。

### 主な都市
- デヴァ（県都、約7万人）
- フネドアラ（約7万2千人）
- ペトロシャニ（約4万5千人）
- ヴルカン
- ルペニ
- オラシュティエ
- ブラド

## ギャラリー

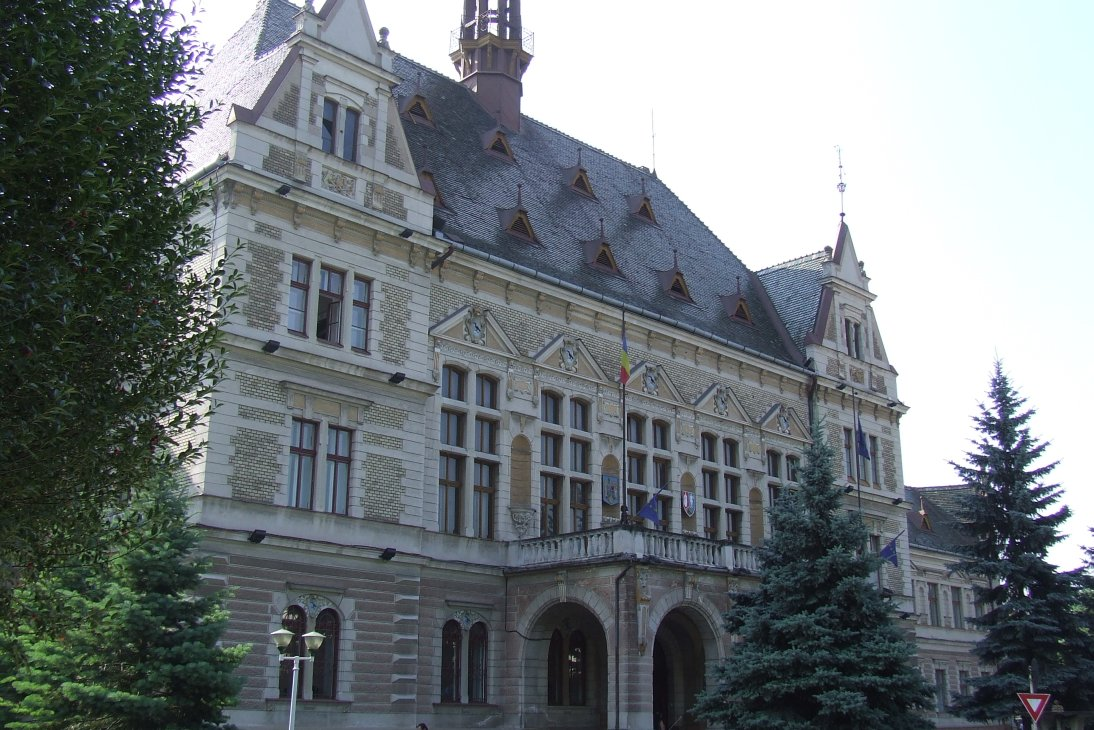
デヴァにあるフネドアラ県議会
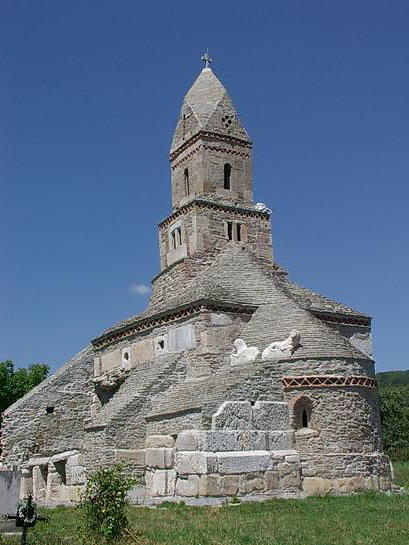
デンスシュ村の聖ニコラエ教会
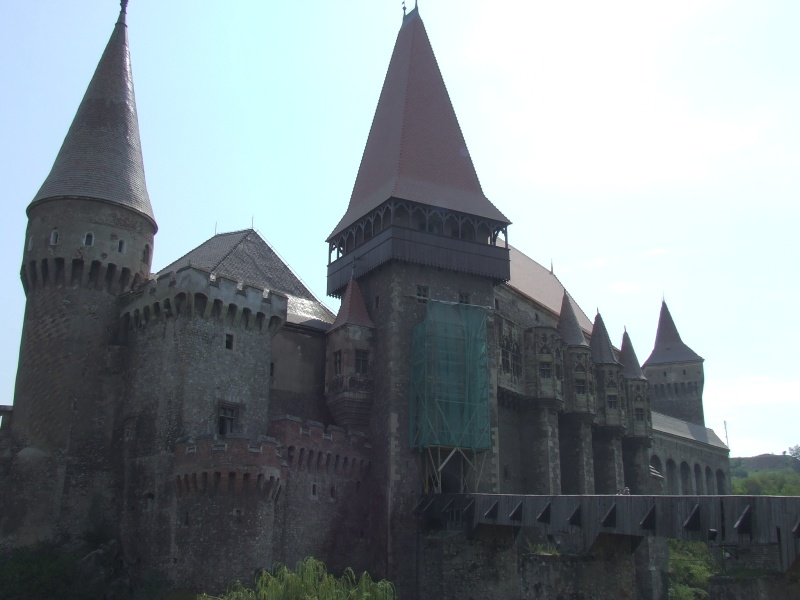
フネドアラにあるフニャディ家の城
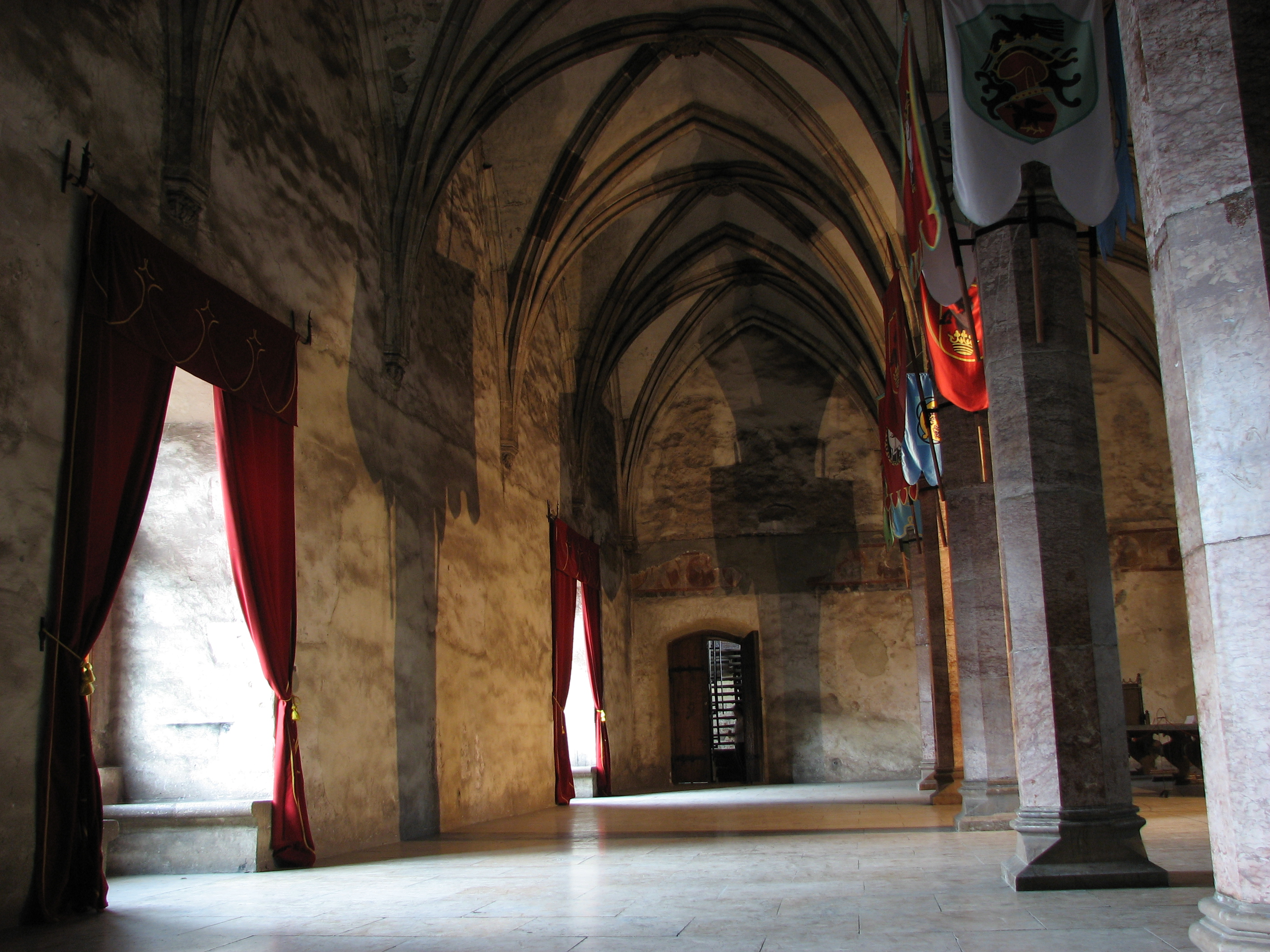
フニャディ家の城内部
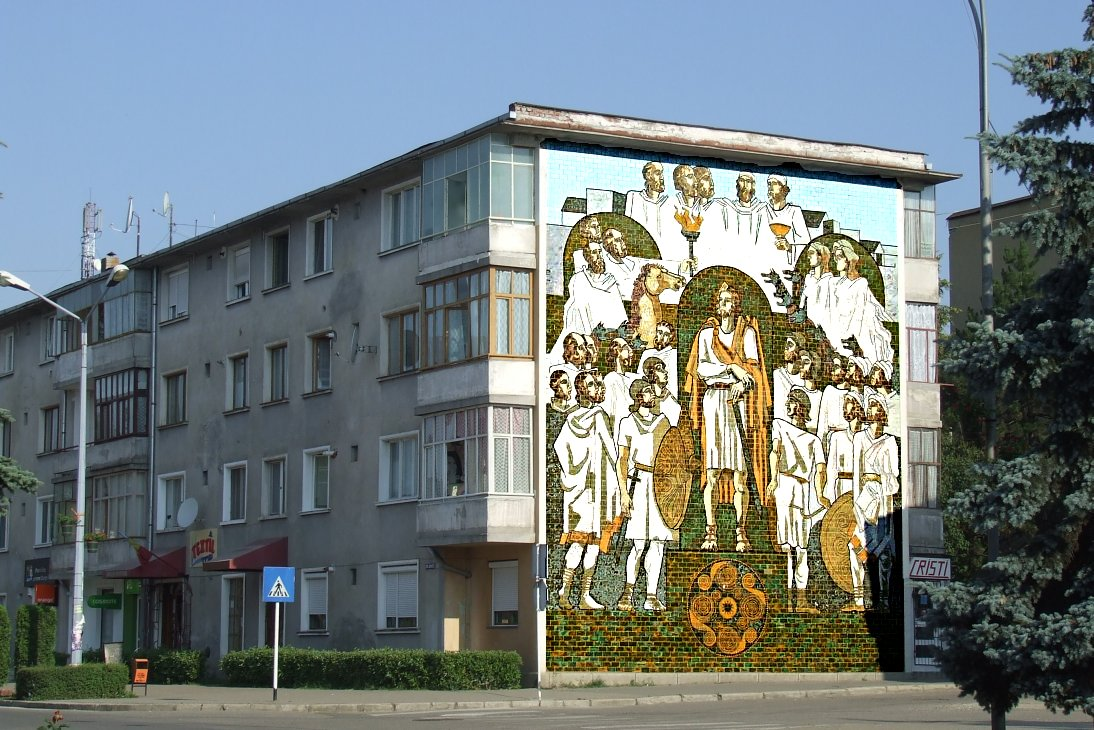
オラシュティエの集合住宅